# 아스미르 베고비치
아스미르 베고비치(Asmir Begović, 1987년 6월 20일 ~ )는 보스니아 헤르체고비나의 축구 선수로 현재 잉글랜드 EFL 챔피언십의 퀸스 파크 레인저스에서 골키퍼로 활동하고 있다. 또한 2013년 2월 11일 사우샘프턴 FC과의 경기에서 골을 넣어 주목을 받은 적이 있다. 보스니아 헤르체고비나 축구 국가대표팀 일원으로 63경기에 출장했다.